# Грос-Енцерсдорф
Грос-Енцерсдорф град је у Аустрији у покрајини Доња Аустрија.

## Становништво
| 1981. | 1991. | 2001. | 2011. |
| ----- | ----- | ----- | ----- |
| 5.731 | 6.750 | 8.128 | 9.533 |

По процени из 2016. у граду је живело 10825 становника.